# Diphasia inornata
Diphasia inornata is een hydroïdpoliep uit de familie Sertulariidae. De poliep komt uit het geslacht Diphasia. Diphasia inornata werd in 1927 voor het eerst wetenschappelijk beschreven door Nutting. 